# Училище
Училище — заклад вищої освіти першого рівня акредитації або структурний підрозділ вищого навчального закладу третього або четвертого рівня акредитації, який провадить освітню діяльність, пов'язану зі здобуттям певної вищої освіти та кваліфікації за кількома спорідненими спеціальностями, і має відповідний рівень кадрового та матеріально-технічного забезпечення.

## Історія
Найстарішими училищами були духовні училища, частина яких з'явилася ще 1749 року. Комерційні училища засновуються в 1772 році, вихованці яких серед інших предметів вивчали право, бухгалтерський облік та навігацію.
Перші технічні училища з'явилися 1865 року, а 1873 року з'явилися реальні училища.
Професійне технічне училище належало до початкових професійних навчальних закладів (іноді профтехучилища помилково зараховують до закладів середньої професійної освіти), професійно-технічних навчальних закладів для молоді, яка закінчила середню школу або не закінчила її (після 8-го класу). Також до категорії середніх спеціальних навчальних закладів належали технікуми та навчально-виховні комплекси.
Професійне технічне училище готувало кваліфікованих робітників за професіями, які потребують підвищеного загальноосвітнього рівня.
Училища і школи трудових резервів — навчальні заклади в СРСР для підготовки кваліфікованих молодих робітників, створені у жовтні 1940. До них належали ремісничі та залізничні училища з дворічним терміном навчання та шестимісячні школи фабрично-заводського навчання. За 15 повоєнних років в Україні училища підготували близько 2 млн учнів. 1949 відбулася часткова реформа училищ, наприклад, строк навчання у школах фабрично-заводського навчання збільшився до 10 місяців. 
Склад учнів училищ і шкіл трудових резервів добре ілюстрував класове розшарування радянського суспільства: у цих закладах ніколи не було дітей партійної номенклатури, радянської інтелігенції чи упривілейованого прошарку робітників або колгоспників, і самий факт здобуття освіти в одному з таких училищ свідчив про перебування людини на досить низькому щаблі радянської суспільної ієрархії.